# Вюргер
Вюргер (Chlorophoneus) — рід горобцеподібних птахів родини гладіаторових (Malaconotidae). Представники цього роду мешкають в Африці на південь від Сахари.

## Види
Виділяють шість видів:
- Вюргер купенський (Chlorophoneus kupeensis)
- Вюргер різнобарвний (Chlorophoneus multicolor)
- Вюргер чорнолобий (Chlorophoneus nigrifrons)
- Вюргер оливковий (Chlorophoneus olivaceus)
- Вюргер білобровий (Chlorophoneus bocagei)
- Вюргер золотистий (Chlorophoneus sulfureopectus)

## Етимологія
Наукова назва роду Chlorophoneus походить від сполучення слів дав.-гр. χλωρος — зелений і дав.-гр. φονευς — вбивця.